# Kuwanaspis pectinata
Kuwanaspis pectinata är en insektsart som beskrevs av Sadao Takagi 1999. Kuwanaspis pectinata ingår i släktet Kuwanaspis och familjen pansarsköldlöss. Inga underarter finns listade i Catalogue of Life.